# Grant (Alabama)
Pour les articles homonymes, voir Grant.
Grant est une municipalité américaine située dans le comté de Marshall en Alabama.
Selon le recensement de 2010, sa population est de 896 habitants. La municipalité s'étend sur 1,79 milles carrés (4,64 km2).

## Démographie
| 1950 | 1960 | 1970 | 1980 | 1990 | 2000 | 2010 | - |
| ---- | ---- | ---- | ---- | ---- | ---- | ---- | - |
| 191  | 274  | 382  | 632  | 638  | 665  | 896  | - |